# Eilema rungsi
Eilema rungsi är en fjärilsart som beskrevs av De Toulgoët 1960. Eilema rungsi ingår i släktet Eilema och familjen björnspinnare. Inga underarter finns listade i Catalogue of Life.